# XSVCD
XSVCD jest skrótem od eXtended SuperVideoCD. XSVCD jest zwykłym dyskiem SVCD, z tą jednak różnicą, że zamiast pozostawać przy limitach przepustowości dla SVCD, wykorzystuje on taki bitrate, jaki jest wykorzystywany przy DVD-Video, czyli do 9 Mbit/s. Przy użyciu XSVCD można używać wszystkich rozdzielczości dostępnych dla PAL/NTSC, a nie tylko 480x576 / 480x480, które wykorzystuje SVCD. Jest on tym dla SVCD czym XVCD dla VCD, czyli nieoficjalną modyfikacją istniejącego formatu, w tym przypadku SuperVideoCD.
Ideą stworzenia XSVCD jest to, że stacjonarne odtwarzacze DVD obsługują dyski SVCD, czyli mogą czytać dane z dysków zapisanych w SVCD, a związku z tym, jeżeli odtwarzacz DVD obsługuje zwykłe dyski DVD-Video, musi także być zdolny do odczytu materiałów MPEG-2 z wyższym bitrate (oba, SVCD oraz DVD-Video bazują na kodowaniu MPEG-2, więc ten sam układ dekoduje oba formaty). 
Format XSVCD mimo tego, że jest dalej formatem SVCD daje możliwość uzyskania lepszej jakości (porównywalnej do DVD-Video), zastosowania wyższej rozdzielczości, przy jednoczesnym pozostaniu przy formacie SVCD. 
Minusem SVCD jest to, że na dysku CD zapisanym w tym formacie mieści się mało danych oraz niektóre stacjonarne odtwarzacze DVD nie obsługują odczytu takich dysków.